# Molophilus warroo
Molophilus warroo är en tvåvingeart som beskrevs av Günther Theischinger 1992. Molophilus warroo ingår i släktet Molophilus och familjen småharkrankar. Inga underarter finns listade i Catalogue of Life.